# 28 de Mayo (ciudad)
La parroquia 28 de Mayo (Nombre completo: 28 de mayo o San Vicente de Yacuambi) es la parroquia urbana y cabecera cantonal del cantón Yacuambi.
La parroquia se encuentra a 69 km de la ciudad de Zamora y se encuentra asentada sobre la zona alta del río Yacuambi. Está compuesta étnicamente en su mayoría por la nacionalidad indígena Saraguro, la cual conserva su cultura e idiosincrasia propia.
Sobre la parroquia se levanta el Cerro Chivato o también llamado Loma Chivato.
Desde la parroquia existen un sendero que conecta con Paquishapa, en el cantón Saraguro, provincia de Loja. Durante el trayecto se encuentra el sitio Tres Lagunas, un hermoso lugar para disfrutar del ecoturismo.
- Datos: Q9056071